# Saxifraga hengduanensis
Saxifraga hengduanensis är en stenbräckeväxtart som beskrevs av H.Chuang. Saxifraga hengduanensis ingår i Bräckesläktet som ingår i familjen stenbräckeväxter. Inga underarter finns listade i Catalogue of Life.